# Бій в селі Салгир Яни Сала
Бій в селі Салги́р Яни Сала — бій, що відбувся 25 травня 1919 року у селі Добровляни між 9-м грецьким полком, 12-м кавалерійським полком та Корпусом Шкуро.

## Хід бою
Від 2-ї бригади Повстанської дивізії — два полки: 9-ий «грецький», знятий з села Бешев, та 12-ий кавалерійський. Вони мали рухатися назустріч білим військам, які прорвали фронт,  та ліквідувати корпус генерала Андрія Шкуро в махновському тилу. 
21-го травня ворожі сили зустрілися в селі Янісоль на річці Мокрі Яли. Від результату бою залежала доля фронту. Тому командування 9-го полку особливу увагу звертало на  маневрування і організацію вогню.  9-й полк складався переважно з греків Янісольского району, де солдати генерала Шкуро встигли розправитися з  рідними і родинами. Керуючись почуттям помсти,  бійці грецького волку накинулися на Янісоль, виганяючи козаків з будинків і розстрілюючи їх. З боку сіл Комар, Костянтинопіль і Багатир поспішали інші полки Шкуро. Сили виявились не рівними, до того ж бракувало патронів. Однак 9-й полк жорстоко бився протягом   доби, а під кінець не витримав і почав відступати. Полк Шкуро перейшов до атаки, 12-й кавалерійський полк контратакував, даючи можливість піхотному полку відступити на Керменчик.
Повстанці захищали свої сім'ї, були стійкими і одностайними; підрозділи складалися з односельців. Боягузів не було. Побоїще було страшне.
Поранених (живих) не було, полонених не брали. Командир полку Морозов був убитий, а з ним лягли і всі шість сотень кавалеристів. Піхота, вибившись із сил і витративши патрони, билася, чим могла, поки близ села Керменчик була оточена силами ворога, що переважали,  і повністю знищена. Лише близько 400 осіб встигли відступити і залишилися живими. Всі інші загинули.
Двох махновських полків не стало. Сили Шкуро, зазнавши серйозних втрат, уповільнили рух .